# Bubbling Under Hot 100 Singles
Bubbling Under Hot 100 Singles – jedna z wielu list przebojów regularnie opracowywanych przez amerykański magazyn muzyczny Billboard. Składa się ona z 25 pozycji, na których znajdują się piosenki, którym nie udało się dotrzeć do najważniejszego notowania, Billboard Hot 100, ale są tego bliskie. Wielokrotnie zdarzało się jednak, że utwory z Bubbling Under Hot 100 Singles nie zdołały awansować do Billboard Hot 100. Na przykład piosenka "The Trouble with Love Is" Kelly Clarkson, chociaż przez dość długi czas zajmowała pozycję #101, nigdy nie zadebiutowała na Hot 100. Podobnie utwory: "Can You Forgive Her?", "Go West", "Before" i "Somewhere" Pet Shop Boys oraz "Atomic Dog" George'a Clintona, które zajmowały odpowiednio miejsca: #101, #106, #107, #125 i #109, również nie pojawiły się na Billboard Hot 100. Inne piosenki, jak na przykład "Carolina in My Mind" Jamesa Taylora (pozycja #118 w 1969 roku), dopiero po kilku latach odnotowały sukcesy na Hot 100 ("Carolina in My Mind" w 1971 roku uplasowała się na miejscu #67).
Notowanie Bubbling Under Hot 100 Singles uznawane jest za kontynuację Billboard Hot 100. Przedstawia ono bowiem kolejnych 25 pozycji po najważniejszej 100, którym nie udało się wspiąć do głównego zestawienia. W przypadku, gdy piosenka zajmuje na Hot 100 miejsce np. #99, po czym spada na pozycję np. 105, nie jest uwzględniana w Bubbling Under Hot 100 Singles, ponieważ dopiero opuściła Hot 100.
Bubbling Under Hot 100 Singles w latach 1959–1960 składała się z 15 pozycji, po czym w latach 60. ich liczba wzrosła do 35 miejsc, a od 1992 roku jest ich 25.
Pierwsze notowanie Bubbling Under Hot 100 Singles zostało opublikowane w Billboard 1 czerwca 1965 roku. 31 sierpnia 1985 roku magazyn zaprzestał drukowania listy na siedem lat, aż do 5 grudnia 1992 roku, kiedy to zestawienia ponownie pojawiły się w Billboard.
Spółka Record Research należąca do Joela Whitburna wydała kilka książek dotyczących Bubbling Under Hot 100 Singles, w tym m.in. Bubbling Under The Billboard Hot 100: 1959-2004 (ISBN 0-89820-162-4) z 2005 roku.